# Jusif Vezir Čemenzeminli
Jusif Vezir Čemenzeminli (ázerbájdžánsky: Yusif Vəzir Çəmənzəminli; 12. září 1887 Šuša – 3. ledna 1943) byl ázerbájdžánský spisovatel. Podle mnoha indicií byl hlavním autorem slavného romantického románu Ali a Nino, který byl poprvé publikován v roce 1937 ve Vídni pod pseudonymem Kurban Said. Byl též významným diplomatem Ázerbájdžánské demokratické republiky (1918-1920). Po její likvidaci bolševiky byl chvíli v emigraci, z níž se však vrátil do sovětského Ázerbájdžánu, což ho během kulminace stalinistických represí stálo nejprve možnost pracovat, poté svobodu a nakonec i život. Zemřel v gulagu.

## Život
Narodil se jako druhý syn ze sedmi dětí ve městě Šuša, které bylo tehdy součástí Ruské říše. Jeho otec byl učitel mugamu a znalec literatury, který ovládal perštinu i turečtinu. Jusif se zapsal na reálku v Šuše, avšak roku 1905 vypukl arménsko-ázerbájdžánský konflikt a jeho rodina musela z města uprchnout. Otec v té době zemřel, a tak se jeho matka, mladší bratr a sestry usadili v Ašchabadu v Turkmenistánu, aby byli blíže svým příbuzným. Jusif se od nich odpojil, když se mu spolu s několika dalšími uprchlými mladíky ze Suši podařilo získat skromné stipendium, aby mohl dokončit střední vzdělání v Baku. To se mu povedlo v roce 1909. Na škole také začal publikovat, v ázerbájdžánských periodikách Sada a slavném satirickém časopise Molla Nasraddin. Školní léta ho silně ovlivnila ještě v jednom ohledu: v létě roku 1907 odjel navštívit svou matku do Ašchabadu, kde potkal Bertu Maisejevovou, židovskou studentku třetího ročníku tamního gymnázia. Zdá se, že se stala prototypem postavy Niny v románu Ali a Nino, přestože Nina v románu je křesťankou.
V roce 1909 odjel do Petrohradu, aby se zapsal na studium architektury Petrohradské univerzity. Když si však uvědomil, že by neprošel rozřazovacím testem z matematiky, přihlášku stáhl. V Petrohradě napsal svůj první román Jannatin gabzi. V roce 1910 byl přijat na Univerzitu svatého Vladimíra v Kyjevě ke studiu práv. Roku 1911 prvně užil pseudonymu Čemenzeminli. Když vypukla první světová válka, byli studenti a zaměstnanci univerzity přemístěni do Saratova, kde v roce 1915 absolvoval. Chvíli pak pracoval na soudní komoře v Saratově, později odjel do Haliče. Tam rozepsal texty Studentlar ("Studenti") a V roce 1917. Na konci roku 1917 se vrátil do Kyjeva, aby založil ázerbájdžánské kulturní sdružení.
V roce 1918 byl požádán, aby diplomaticky zastupoval nově založenou Ázerbájdžánskou demokratickou republiku v rovněž nově vzniklé Ukrajinské lidové republice, ale v regionu bylo tolik politických nepokojů a zmatků, že se mu nepodařilo úřad uvést do chodu. Poté se přestěhoval do Simferopolu na Krymu, kde chvíli působil jako soudní poradce. Tam publikoval svou výzkumnou práci Litevští Tataři věnovanou historii a kultuře Lipků. Zároveň popularizoval ázerbájdžánskou literaturu publikováním článků v místních novinách. V roce 1919 byl pověřen otevřením ázerbájdžánského velvyslanectví v Konstantinopoli v Turecku. Vedl ho ale jen krátce. Bolševici ovládli Baku a jím zastupovaná Ázerbájdžánská demokratická republika přestala existovat. V Turecku napsal nejméně dvě knihy: Přehled ázerbájdžánské literatury (1921) a Historie, geografie a ekonomika Ázerbájdžánu (1921).
Odešel poté do Francie za svým mladším bratrem Mirou Abdullem, který studoval na Institut d'Études Politiques de Paris. V Paříži ale nedokázal najít práci ve svém oboru. Pokusil se získat licenci na taxikaření, ale dvakrát neuspěl u zkoušky. Nakonec se mu podařilo získat práci v továrně na výrobu lokomotiv na pařížském předměstí Clichy. Psal v té době také pro francouzský časopis Les lettres orientales.
Po nečekané bratrově smrti neviděl žádný důvod, proč by měl dále žít v Evropě. Ze smrti bratra vinil chudobu, protože neměli dost peněz na lékařskou péči. To ovlivnilo i jeho politické přesvědčení. Napsal osobní dopis Stalinovi, v němž uvedl: "Po smrti Miri nemám žádný důvod se nevrátit do Ázerbájdžánu. Slíbil jsem si, že budu nový Ázerbájdžán bránit. Vlast je pro mě jako dlouho očekávaný břeh po bouřlivé plavbě po moři." Poté oficiálně požádal o povolení k návratu do Ázerbájdžánské SSR. Povolení mu bylo uděleno na konci roku 1925. Do Baku přijel na jaře roku 1926. Po návratu vyučoval jazyky na ázerbájdžánských vysokých školách a překládal díla ruských spisovatelů do ázerbájdžánštiny. Napsal několik románů a stal se známým pod svým pseudonymem Čemenzeminli. Podílel se také na sestavení prvního Rusko-ázerbájdžánského slovníku (1934).
Během Stalinovy Velké čistky se ale se svou minulostí stal jasným terčem. Vše začalo obvyklou kampaní v tisku. Pokusil se bránit a tvrdil, že byl jedním z nejodvážnějších spisovatelů bojujících proti náboženskému zneužívání v předsovětských dobách. Na třetím plénu Svazu ázerbájdžánských spisovatelů (březen 1937) ho kritizoval předseda Sejfull Šamilov. V červnu 1937 se v novinách Adabijjat objevilo nejméně sedm článků, které ho obviňovaly ze "zavádění kontrarevolučních myšlenek". Čemenzeminli si uvědomil nebezpečí a spálil mnoho svých rukopisů. To mu ale nepomohlo. V roce 1937 byl zbaven členství v Ázerbájdžánském svazu spisovatelů, což značně ochromilo jeho možnost zaměstnání v oboru. Při vědomí, že musí podporovat svou ženu a tři děti, napsal dopis Mirovi Džafarovi Bagirovovi, prvnímu tajemníkovi komunistické strany Ázerbájdžánu. O několik týdnů později, když si uvědomil, že žádná odpověď nepřijde, v zoufalství napsal samotnému Josifovi Stalinovi. V dopise se snažil obhájit svůj život a dílo. Ani od Stalina ale nepřišla žádná odpověď. Podnikl cesty do Ašchabadu a Moskvy v zoufalé snaze najít nějakou práci, ale neuspěl. Jednoho dne pozdě v noci se vrátil do Baku a zůstal ukrytý měsíce ve svém bytě – zatímco sousedé si mysleli, že je stále v Moskvě. V té době napsal jeden ze svých nejvýznamnějších románů – Mezi dvěma světy (míněny jsou Írán/Persie a Rusko, mezi nimiž se Ázerbájdžán zmítal mnoho století).
Nakonec v roce 1938 získal místo učitele ruštiny v Kuňja-Urgenč v Turkmenistánu. Úřadům se ale podařilo ho v roce 1940 vystopovat a zatknout. Byl převezen zpět do Baku k dlouhému výslechu, který trval šest měsíců. Z fotografií je jasně vidět, že byl během výslechu mučen. Nikdo z jeho rodinných příslušníků ho během té doby nesměl navštívit, ale přepisy „výslechů“ ukazují, že se nikdy nepřiznal k falešným obviněním, ani nezapletl žádné přátele, aby zmírnil vlastní trest. Na základě vykonstruovaných obvinění byl nakonec odsouzen k osmi letům v pracovním táboře (tzv. gulagu). Pracoval na železniční stanici Suchobezvodnaja v Gorkého oblasti v Rusku. Zde roku 1943 zemřel v nelidských podmínkách na podvýživu.